# Julie Jášová
Julie Jášová (České Budějovice, 14 settembre 1987) è una pallavolista ceca.
Gioca nel ruolo di libero nel Volejbalový klub Prostějov.

## Carriera
La carriera di Julie Jášová comincia nel 2003 quando entra a far parte della squadra di České Budějovice, il VŠSK Slavia PF; la stagione successiva passa allo Slavia Praga.
Nella stagione 2005-06 viene ingaggiata dal Volejbalový klub Královo Pole di Brno, dove resta per cinque annate, vincendo due scudetti ed una coppa nazionale; nel 2008 ottiene le prime convocazioni nella nazionale ceca.
Nella stagione 2010-11 si trasferisce in Germania, nel TV Fischbek Amburgo, club militante nella massima divisione; con la nazionale, nel 2012, vince la sua prima medaglia, quella d'oro, all'European League.
Ritorna in patria nella stagione 2013-14 vestendo la maglia del Volejbalový klub Prostějov, con cui si aggiudica la Coppa di Romania e il campionato.

## Palmarès

### Club
- Campionato ceco: 3

2005-06, 2006-07, 2013-14
- Coppa della Repubblica Ceca: 2

2005-06, 2013-14

### Nazionale (competizioni minori)
- European League 2012

### Premi individuali
- 2012 - European League: Miglior libero